# 尾道市立重井中学校
尾道市立重井中学校（おのみちしりつ しげいちゅうがっこう）は、尾道市因島重井町に存在する公立中学校である。

## 沿革
- 1947年（昭和22年）4月1日 - 御調郡重井村立重井中学校設置認可。
- 1953年（昭和28年）5月1日 - 因島市制実施に伴い、「因島市立重井中学校」と改称。
- 2006年（平成18年）1月10日 - 尾道市との合併により「尾道市立重井中学校」と改称[2]。

## 学区
- 尾道市立重井小学校